# Mario Castoldi

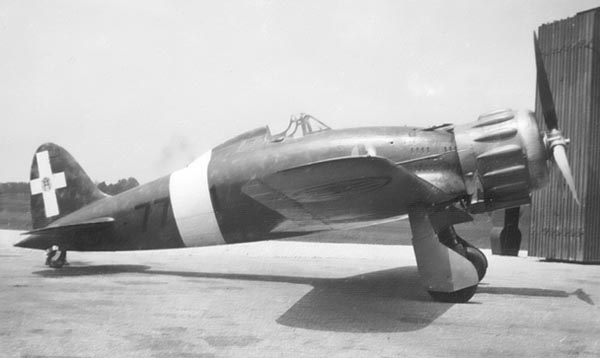
Aereo da caccia Macchi M.C. 200

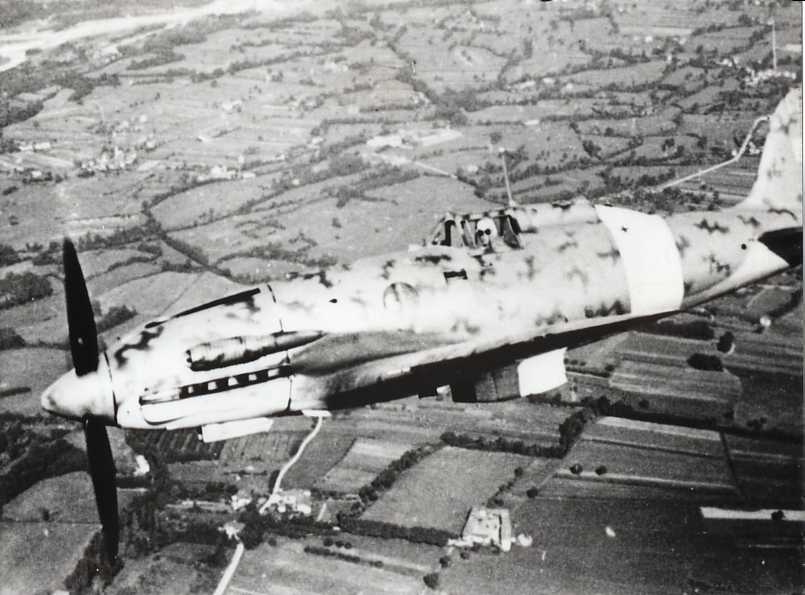
Aereo da caccia Macchi M.C.202 Folgore

Mario Castoldi (Zibido San Giacomo, 26 febbraio 1888 – Trezzano sul Naviglio, 31 maggio 1968) è stato un ingegnere italiano, importante progettista aeronautico.

## Biografia

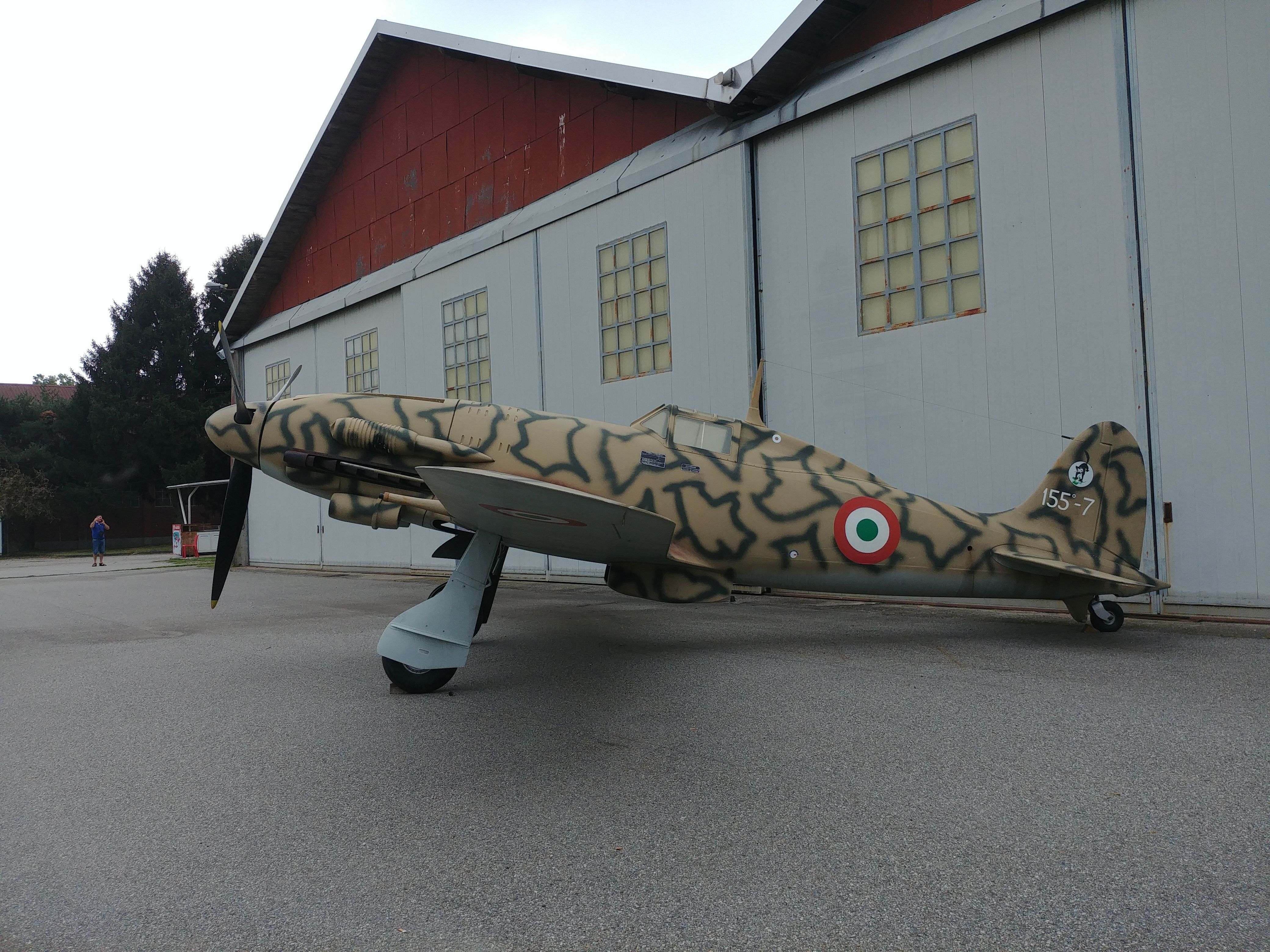
Riproduzione di un Macchi C.205V, una delle creazioni di Mario Castoldi, Volandia.

Si laurea in ingegneria presso il Politecnico di Milano nel 1913. Dopo la laurea lavora alla Direzione Tecnica dell'Aeronautica militare per poi passare alla Pomilio. Passa poi alla Direzione Sperimentale dell'aviazione militare a Montecelio (Roma) che di lì a qualche lustro diverrà l'embrione della "città dell'aeronautica" di Guidonia Montecelio.
L'anno 1922 lo vede approdare alla Nieuport Macchi. Ben presto comincia a progettare una fortunata serie di idrovolanti da velocità: i Macchi M..33, Macchi M..39, Macchi M..52, Macchi M..67, che lo porterà al suo capolavoro, il Macchi M.C.72, tuttora detentore del record di velocità per idroplani con propulsione a pistoni[1].
Si occupò per la stessa ditta anche della progettazione di idrovolanti di maggiori dimensioni, come il Macchi M.C.94, il Macchi M.C.99 e il Macchi M.C.100.
Passa poi alla progettazione di una famiglia di caccia che si riveleranno essere tra i migliori velivoli italiani della seconda guerra mondiale; dal suo tavolino da disegno prendono vita il Macchi M.C.200, il Macchi M.C.202, il Macchi M.C.205, il Macchi M.C.206, tutti caccia aerodinamicamente ottimi (a parte qualche iniziale problema di autorotazione dello M.C.200 presto risolto), molto manovrabili e dotati di una ridotta corsa di decollo.
Nelle relazioni compilate dagli alleati del tempo si fa menzione del Castoldi come uno dei migliori progettisti al mondo di velivoli. Nel 1945 si dimise da qualunque incarico, ritirandosi a vita privata.